# Yves Lafarge
Pour les articles homonymes, voir Lafarge.
Pas d'image ? Cliquez ici

a Compétitions nationales et continentales officielles uniquement.

b Matchs officiels uniquement.
Dernière mise à jour le 2 décembre 2024.
Yves Lafarge, né le 16 janvier 1953 à Chaville (Seine-et-Oise), est un joueur international français de rugby à XV évoluant au poste de demi de mêlée. Durant sa carrière, il joue avec le club de l'AS Montferrand au titre de capitaine. 

## Biographie
Yves Lafarge dispute son premier test match avec l'équipe de France le 3 décembre 1978, contre l'équipe de Roumanie, et son dernier test match fut contre l'équipe d'Irlande, le 7 février 1981. Il dispute un match du Tournoi des Cinq Nations 1981 que la France remporte en réussissant le Grand Chelem.

## Statistiques
- Sélections en équipe de France : 3
- Sélections par année : 1 en 1978, 1 en 1979, 1 en 1981
- Tournois des Cinq Nations disputé : 1981

## Palmarès

### En club
- Finaliste du Championnat de France en 1978 avec l'AS Montferrand.
- Finaliste du Challenge Yves du Manoir en 1979 avec l'AS Montferrand.

### En équipe nationale
- Vainqueur du Tournoi des Cinq Nations en 1981 (Grand Chelem) avec l'équipe de France.